# Prova penetrometrica standard
La prova penetrometrica standard o prova penetrometrica dinamica (SPT dall'inglese Standard Penetration Test) è un tipo di indagine geotecnica per ricavare e studiare le caratteristiche di un terreno.
Questa prova consiste nel far penetrare nel terreno un campionatore standardizzato (campionatore a pareti grosse Raymond) sotto i colpi di un maglio con peso di 63,5 kg e da un'altezza di 76 cm.
Il maglio, battendo a caduta libera sulle aste standard che prolungano il campionatore, infigge l'attrezzo nel terreno.
Le misure vengono effettuate  per tre avanzamenti consecutivi di 15 cm ciascuno, contando il numero di colpi necessari (Nspt) per ogni avanzamento. La resistenza alla penetrazione del terreno è caratterizzata dalla somma del numero di colpi per il secondo e terzo avanzamento, cioè N=N2+N3.
La prova viene eseguita al fondo di un foro di sondaggio (possibilmente alterando il meno possibile il terreno), scavato in precedenza alla profondità desiderata.

La prova va a rifiuto se il numero di colpi del primo avanzamento (N1) è maggiore di 50 prima dei 15 cm o se N2+N3 è maggiore di 100 colpi prima dei 30 cm di avanzamento.

Il valore di Nspt va corretto nei seguenti casi:
- per presenza della falda: Nspt corretto=15+0.5(Nspt-15);
- per efficienza. Indicando con N60 il numero di colpi necessari per un avanzamento di 30 cm nel terreno si ipotizza che l'energia trasferita alle aste sia il 60 % di quella teorica; N60=Nspt(%eff/60%);
- per profondità (pressione litostatica): N'60=cnN60, in cui cn=(patm/σ'v0)½.

## Pro e contro
I vantaggi sono:
- è eseguibile nel corso di un normale sondaggio senza spese eccessive;
- si può eseguire su qualsiasi tipo di terreno, tuttalpiù cambiando il campionatore cilindrico cavo con una punta conica per materiale grossolano;
- consente una sicura interpretazione del risultato;
- è molto diffusa quindi si dispone di molta bibliografia.

Gli svantaggi sono:
- la prova è discontinua e puntuale;
- i risultati possono essere correlati solo empiricamente con i parametri geotecnici, perché non simula il comportamento del terreno nel campo delle sollecitazioni statiche;
- i risultati possono essere molto influenzati dal tipo di attrezzature e dalle modalità esecutive.

Il D.M. del 14.01.2008 ai fini della definizione dell'azione sismica di progetto prende in considerazione anche la prova SPT (per terreni a grana grossa) per l'individuazione delle seguenti categorie di sottosuolo:
- B - rocce tenere e depositi di terreni a grana grossa molto addensati o terreni a grana fine molto consistenti - Nspt,30 > 50
- C - depositi di terreni a grana grossa mediamente addensati o terreni a grana fine mediamente consistenti - Nspt,30 > 15 ma < 50
- D - depositi di terreni a grana grossa scarsamente addensati o terreni a grana fine scarsamente consistenti - Nspt,30 < 15.

Dove Nspt,30 è definita come resistenza penetrometica dinamica equivalente e il pedice 30 sta ad indicare che la prova deve interessare tutti gli strati compresi nei primi 30 m di profondità.
Nel caso di fondazioni superficiali (quali plinti, travi rovesce, platee) tale profondità è riferita al piano d'imposta della fondazione, mentre per fondazioni su pali è riferita alla testa dei pali stessi.